# Tabanus hashemi
Tabanus hashemi är en tvåvingeart som beskrevs av Jezek 1981. Tabanus hashemi ingår i släktet Tabanus och familjen bromsar.
Artens utbredningsområde är Iran. Inga underarter finns listade i Catalogue of Life.